# トム・マッカーシー
トム・マッカーシー（Tom McCarthy、1966年6月7日 - ）は、アメリカ合衆国の映画監督、脚本家、俳優である。

## 経歴
1966年6月7日、ニュージャージー州に生まれる。アイルランド系カソリックの家庭で育ち、ボストン・カレッジとイェール大学で学んだ。
1990年代にショー・ビジネスでのキャリアを開始し、『スピン・シティ』などの作品に出演する。2007年、『扉をたたく人』で監督と脚本を手がける。その後、『ミート・ザ・ペアレンツ3』や『フェア・ゲーム』に出演した。2015年、『スポットライト 世紀のスクープ』を監督する。

## フィルモグラフィー

### 映画
- ミート・ザ・ペアレンツ Meet the Parents（2000年） - 出演
- The Station Agent（2003年） - 監督・脚本
- ラスト・ショット The Last Shot（2004年） - 出演
- シリアナ Syriana（2005年） - 出演
- グッドナイト&グッドラック Good Night, and Good Luck（2005年） - 出演
- 父親たちの星条旗 Flags of Our Fathers（2006年） - 出演
- オール・ザ・キングスメン All the King's Men（2006年） - 出演
- ラブ・ザ・ドッグ 犬依存症の女 Year of the Dog（2007年） - 出演
- 扉をたたく人 The Visitor（2007年） - 監督・脚本（2007年） - 監督・脚本
- ベイビーママ Baby Mama（2008年） - 出演
- マンモス 世界最大のSNSを創った男 Mammoth（2009年） - 出演
- デュプリシティ 〜スパイは、スパイに嘘をつく〜 Duplicity（2009年） - 出演
- カールじいさんの空飛ぶ家 Up（2009年） - 原案
- 2012 2012（2009年） - 出演
- ラブリーボーン The Lovely Bones（2009年） - 出演
- ミート・ザ・ペアレンツ3 Little Fockers（2010年） - 出演
- フェア・ゲーム Fair Game（2010年） - 出演
- WIN WIN ダメ男とダメ少年の最高の日々 Win Win（2011年） - 監督・脚本・原案・製作
- ミリオンダラー・アーム Million Dollar Arm（2014年） - 脚本
- 靴職人と魔法のミシン The Cobbler（2014年） - 監督・脚本・製作
- ピクセル Pixels（2015年） - 出演
- スポットライト 世紀のスクープ Spotlight（2015年） - 監督・脚本
- プーと大人になった僕 Christopher Robin（2018年） - 脚本
- くるみ割り人形と秘密の王国 The Nutcracker and the Four Realms（2018年） - 脚本
- 名探偵ティミー Timmy Failure: Mistakes Were Made（2020年） - 監督・脚本・製作
- スティルウォーター Stillwater（2021年） - 監督・脚本・製作

### テレビ映画
- メアリーとティム Mary & Tim（1996年） - 出演

### テレビドラマ
- スピン・シティ Spin City（1998年） - 出演
- LAW & ORDER:性犯罪特捜班 Law & Order: Special Victims Unit（2000年） - 出演
- アリー my Love Ally McBeal（2000年） - 出演
- ボストン・パブリック Boston Public（2000年 - 2001年） - 出演
- ザ・プラクティス ボストン弁護士ファイル The Practice（2001年） - 出演
- ロー&オーダー Law & Order（2002年 - 2008年） - 出演
- THE WIRE/ザ・ワイヤー The Wire （2008年） - 出演
- 13の理由 13 Reasons Why（2018年） - 監督・製作
- リトル・アメリカ Little America（2020年） - 出演

## 受賞
- 2009年 - 第24回インディペンデント・スピリット賞 - 最優秀監督賞（『扉をたたく人』）[7]
- 2016年 - 第21回クリティクス・チョイス・アワード - オリジナル脚本賞（『スポットライト 世紀のスクープ』）[8]
- 2016年 - 第69回英国アカデミー賞 - オリジナル脚本賞（『スポットライト 世紀のスクープ』）[9]
- 2016年 - 第31回インディペンデント・スピリット賞 - 最優秀監督賞（『スポットライト 世紀のスクープ』）[10]
- 2016年 - 第31回インディペンデント・スピリット賞 - 最優秀脚本賞（『スポットライト 世紀のスクープ』）[10]
- 2016年 - 第88回アカデミー賞 - 脚本賞（『スポットライト 世紀のスクープ』）[11]